# Pontus Ekerljung
Pontus Ekerljung, tidigare Westberg Ekerljung, född 1982, är en svensk programledare i radio.
Ekerljung kommer från början från Örebro och har tidigare jobbat med flera olika program på Sveriges Radio P3 och P4. År 2007 blev han programledare för programmet Vaken med P3 och P4.
År 2014 började Ekerljung att arbeta som politiskt sakkunnig hos bostads- och stadsutvecklingsminister Mehmet Kaplan. Han är numera stabschef hos Miljöpartiets språkrör Per Bolund, finansmarknads- och bostadsminister samt biträdande finansminister.